# Thalatta fasciosa
Thalatta fasciosa är en fjärilsart som beskrevs av Moore 1882. Thalatta fasciosa ingår i släktet Thalatta och familjen nattflyn. Inga underarter finns listade i Catalogue of Life.